# Hor I
Hor I is een koning van de 13e dynastie uit de Egyptische oudheid. Hij staat in de Turijnse koningslijst vermeld als Au-ib-Rê. Deze tweede naam betekent: 'Re maakt keuzes!.

## Biografie
Van Hor is bekend dat hij in de piramide van Amenemhat III is begraven. Zijn graf werd in 1894 door Jacques de Morgan in de schacht van de piramide ontdekt in Dahshur. De graftombe werd zo goed als intact aangetroffen. De mummie van de heerser lag in een ongedecoreerde sarcofaag, die van binnen met goud was beslagen. Daarnaast stond een kast met de insignes van de koning. Er is ook een beeld met het Ka-teken gevonden dat vroeger met bladgoud was beslagen. De mummie van Hor had een gouden masker. De canopen waar de organen van deze koning in lagen, waren verzegeld met de troonnaam van Amenemhat III.
Naast de begraafplaats van de koning werd de intacte tombe van de 'koningsdochter' Noebhotepti-chered aangetroffen. Zij was waarschijnlijk een dochter van koning Hor.
Als heerser was farao Hor van geringe betekenis. Men meent dat zijn bewind zeven maanden duurde en ongeveer rond 1760 v.Chr. plaatsvond.
Dit sluit aan bij de archeologische vondsten, waaruit blijkt dat er geen tijd was voor de bouw van een eigen piramide. Hij is vooral bekend vanwege het houten beeld.
Men denkt tegenwoordig dat Hor een zoon van Amenemhat III was en dat hij mogelijk met hem regeerde totdat hij stierf. Een bewijs van het bestaan van de koning is een blok in Tanis, waarop hij samen met zijn zoon op een plaket staat. Het blok wordt nu in Berlijn bewaard.